# Dear Daily Mail

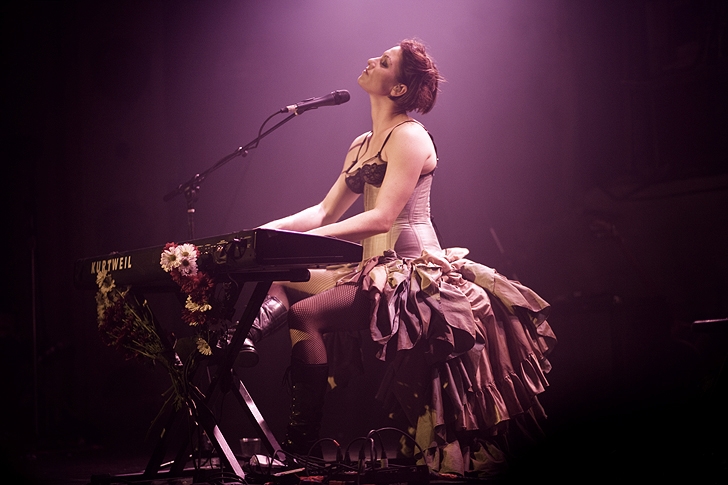
Amanda Palmer (2008)

Dear Daily Mail ist ein feministischer Song der amerikanischen Sängerin Amanda Palmer, der von ihr für einen Auftritt im The Roundhouse in London am 12. Juli 2013 geschrieben und dort von ihr gespielt wurde. Bei dem Song handelte es sich um eine Antwort auf die Berichterstattung der Daily Mail zu ihrem Auftritt beim Glastonbury Festival im Vormonat, bei dem sie unfreiwillig eine Brustwarze entblößt hatte. Während des als Offener Brief an die Zeitung gestalteten Liedes zog Palmer ihren Kimono aus und spielte das Lied vollständig unbekleidet.

## Hintergrund und Auftritt
Das Lied Dear Daily Mail entstand als Antwort auf die Berichterstattung der britischen Zeitung Daily Mail zu ihrem Auftritt beim Glastonbury Festival im Juni 2013, bei dem sie unfreiwillig eine Brustwarze entblößt hatte. Die Zeitung konzentrierte sich in ihrem von einem anonym gehaltenen Reporter geschriebenen und mit einem Foto ihrer Brust illustrierten Artikel allein auf dieses Missgeschick und nutzte es für eine Kritik am Stil und Auftreten der Künstlerin:

„She's never afraid to make a statement but Amanda Palmer made a bit of a boob of herself on stage at Glastonbury. The singer saw her breast left on show after it escaped her bra, while performing at the music event on Friday.“

Über das Konzert und Palmers Musik verlor die Daily Mail dagegen kein Wort. Amanda Palmer nahm dies zum Anlass, vor ihrem Konzert im The Roundhouse in London einen Song zu komponieren und diesen als gesungenen Offenen Brief an die Zeitung zu formulieren. Nach eigenen Worten während des Konzerts hatte sie ihn direkt vor dem Auftritt geschrieben und erst eine halbe Stunde vor diesem fertiggestellt.
Während der Performance nahm sie direkten Bezug auf den Inhalt des Artikels der Daily Mail, nach dem ihre Brustwarze ihrem Büstenhalter entkommen war, und sang, dass nun ihr gesamter Körper ihrem für den Auftritt angelegten Kimono zu entkommen versuche. Mit diesen Worten legte sie den Kimono ab und führte ihren Auftritt vollständig unbekleidet weiter. Als sich das Publikum daraufhin nicht beruhigen wollte, rief sie ihnen entgegen:

„Shhh, it’s just a naked woman.“

## Musik und Inhalt

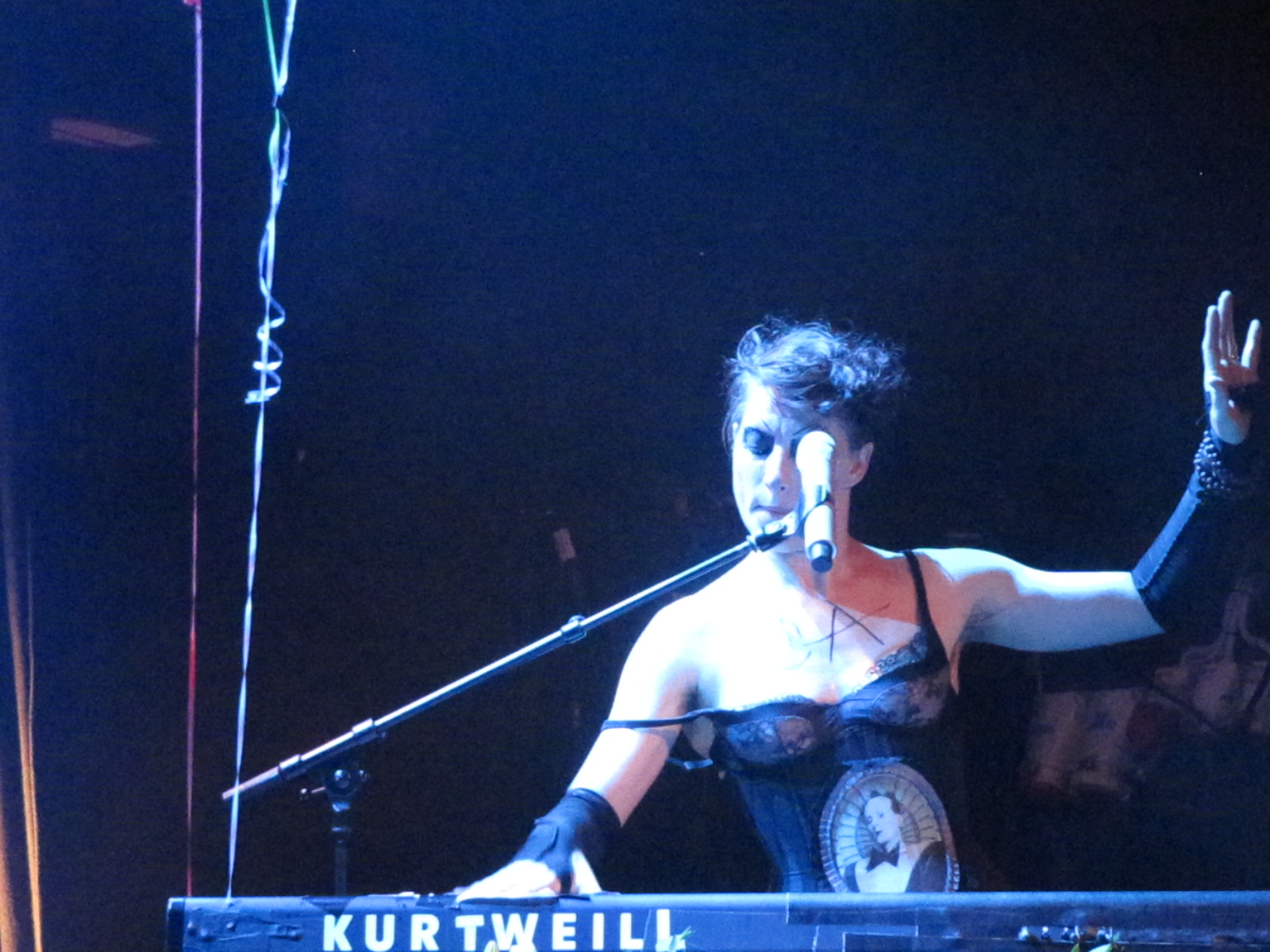
Amanda Palmer bei einem Auftritt 2013 in Köln

Dear Daily Mail ist ein im Walzertakt und nur mit ihrem Keyboard als Begleitung vorgetragenes Lied. Als musikalische Vorlage diente das Lied A Waltz for Eva and Che aus dem Musical Evita von Andrew Lloyd Webber und Tim Rice.
Der Text richtet sich direkt an die Daily Mail, die im Titel und zu Beginn jeder Strophe mit „Dear Daily Mail“ angesprochen wird. Palmer selbst bezeichnete ihn entsprechend in ihrem Blogbeitrag vom Tag nach dem Konzert, in dem sie auch den Text des Liedes veröffentlichte, als ihren offenen Brief an die Zeitung. In der ersten Strophe spricht sie an, dass sie die Berichterstattung über ihren Auftritt beim Glastonbury Festival zur Kenntnis genommen hat, sie jedoch verwundert ist, dass die Zeitung mit keinem Wort über die Musik und Performance schrieb und sich stattdessen damit begnügte, über ihre Brust („feature review of my boob“) zu berichten.
Sie weist die Zeitung darauf hin, dass sie durch eine einfache Nutzung von Google schnell feststellen würde, dass die Fotos ihrer „tits“ nicht wirklich exklusiv sind und sie sehr einfach viele weitere Bilder finden könnten. Ergänzend fügte sie hinzu, dass es sich bei der Befreiung der Brustwarze aus dem BH auch nicht um eine Flucht handelte, sondern wahrscheinlich eher um den Versuch, ein wenig Wärme von der seltenen britischen Sonne zu erhaschen:

„if you’d googled my tits in advance you’d have found that your photos are hardly exclusive
in addition you state that my breast had escaped from my bra like a thief on the run
you do you know that it wasn’t attempting to just take in the RARE british sun?“

Nach diesem Scherz kommt sie zum Kern ihrer Anklage an die Boulevardpresse: Sie findet es traurig, dass diese jede Chance der Erniedrigung von Frauen nach ihrem Aussehen für ihre Zwecke nutzt. Sie stellt fest, dass sie weit davon entfernt ist, jeden „Fetzen“ zu zensieren, stattdessen weist sie darauf hin, dass in diesem Moment ihr Körper den Versuch unternimmt, ihrem Kimono zu entkommen:

„it’s so sad what you tabloids are doing
your focus on debasing women’s appearances ruins our species of humans
but a rag is a rag and far be it from me to go censoring anyone OH NO
it appears that my entire body is currently trying to escape this kimono….“

Nachdem sie sich entkleidet und das Publikum etwas beruhigt hat, fährt sie fort und spricht die Redaktion direkt als „frauenfeindlicher Haufen von Mistkerlen“ an (sie nutzt den vieldeutigen Begriff „twats“, der auch als Fotzen, Ratten oder Arschlöcher übersetzt werden kann). Sie ist es leid, immer nur über die weiblichen Babypolster, Vagina-Blitzer und „Muffintops“ zu lesen und fragt, wo denn die cocks blieben. Wenn Iggy Pop, Mick Jagger oder David Bowie oben ohne auftreten, sei dies keine Zeile wert und bei einer Frau folge auf eine entblößte Brust direkt: „OH MY GOD NIPPLE“.

„you misogynist pile of twats
i’m tired of these baby bumps, vadge flashes, muffintops
where are the newsworthy COCKS?
if iggy or jagger or bowie go topless the news barely causes a ripple
blah blah blah feminist blah blah blah gender shit blah blah blah
OH MY GOD NIPPLE“

In der letzten Strophe sagt sie, dass sie sich bewusst ist, dass die Daily Mail über diesen Auftritt, bei dem sie direkt angesprochen wurde, natürlich nicht berichten wird. Sie ist sich jedoch bewusst, dass sich der Auftritt und ihr Inhalt dank des Internets und der anwesenden Gäste im Roundhouse verbreiten werde. Und obwohl es Millionen von Menschen gäbe, die die von der Zeitung gelegte Grenze akzeptieren, gäbe es doch sehr viele Leute, die sich an dem Anblick von Brüsten in ihrem natürlichen Umfeld erfreuen. Sie unterstreicht hiermit ihre Position, dass Nacktheit normal ist.

„and though there be millions of people who’ll accept the cultural bar where you have it at
there are plenty of others who’re perfectly willing to see breasts in their natural habitat.“

Sie schließt den offenen Brief mit einem „UP YOURS“.

## Resonanz
Obwohl die Daily Mail selbst nicht auf den Auftritt und die direkte Ansprache reagierte, erregte Palmer mit ihnen vor allem im Internet große Resonanz. Bereits einen Tag nach dem Auftritt wurde ihr offiziell bei YouTube hochgeladenes Video bereits 234.000 mal aufgerufen und wurde via twitter von zahlreichen Menschen geteilt, darunter auch Prominenten wie Imogen Heap, Caitlin Moran, Wil Wheaton, Russell Brand, Bianca Jagger und Emma Freud. Zudem erschienen zahlreiche Blog- und Pressebeiträge.
Der Journalist Jeff Jarvis kommentierte den Auftritt in der britischen Zeitung The Guardian und stellte ihn in den Zusammenhang mit Palmers generellem Auftreten und ihrer Meinung. Jarvis hatte Palmer vorab via twitter interviewt und sie auch gefragt, ob sie ihre Fans aufgefordert habe, den Auftritt aufzuzeichnen und zu verbreiten; ihre Antwort: „I did indeed“. Er verweist in seinem Artikel auf ihre kickstarter-backers-Party in Berlin im Juni 2012, bei dem sich Amanda Palmer ebenfalls vollständig entkleidete und sich von ihren Fans bemalen und beschreiben ließ. Diese Aktion wurde auch in ihrem TED-Beitrag zum Thema „Die Kunst des Bittens“ angesprochen, den Jarvis ebenfalls in seinem Beitrag adressiert. Ebenfalls 2012 erschien ein Musikvideo der Band The Flaming Lips gemeinsam mit Amanda Palmer zu dem Song The first time ever I saw your face, in dem sie die Gesangsstimme des Songs übernimmt und sich über das gesamte Video nackt in einer mit Wasser gefüllten Badewanne zeigt.

## Belege
1. ↑  Making a boob of herself! Amanda Palmer's breast escapes her bra as she performs on stage at Glastonbury  In: Daily Mail, 29. Juni 2013; abgerufen am 28. Juni 2019.
2. 1 2  Song nach Nippelblitzer: »Dear Daily Mail. Sincerely, Amanda Palmer« (Memento des Originals vom 29. Juni 2019 im Internet Archive)  Info: Der Archivlink wurde automatisch eingesetzt und noch nicht geprüft. Bitte prüfe Original- und Archivlink gemäß Anleitung und entferne dann diesen Hinweis. In: geschnackvoll.de, 18. Juli 2013; abgerufen am 28. Juni 2019.
3. 1 2  Amanda Palmer: Dear Daily Mail Video vom Auftritt am 12. Juli 2013; abgerufen am 28. Juni 2019.
4. 1 2 3 4 5 6  Jeff Jarvis: Amanda Palmer delivers riposte to Daily Mail bra story – in 3/4 time In: The Guardian, 13. Juli 2013; abgerufen am 28. Juni 2019.
5. 1 2  Amanda Palmer performt nackt: Dear Daily Mail In: blogbuzzter.de, 18. Juli 2013; abgerufen am 28. Juni 2019.
6. 1 2 3 4 5 6 7 8 9  Amanda Palmer: My open letter to the Daily Mail Blogbeitrag vom 13. Juli 2013; abgerufen am 28. Juni 2019.
7. ↑  Antwort von Amanda Palmer auf Jeff Jarvis bei twitter, 18. Juli 2013; abgerufen am 29. Juni 2019.
8. ↑  Bucky Beal: Amanda Palmer Strips At Concert, Fans Write & Draw All Over Her. (Memento des Originals vom 29. Juni 2019 im Internet Archive)  Info: Der Archivlink wurde automatisch eingesetzt und noch nicht geprüft. Bitte prüfe Original- und Archivlink gemäß Anleitung und entferne dann diesen Hinweis. In: peeperz.com, 22. Juni 2012; abgerufen am 29. Juni 2019.
9. ↑  Amanda Palmer: Die Kunst des Bittens bei TED, youtube 1. März 2013; abgerufen am 29. Juni 2019.
10. ↑  The Flaming Lips und Amanda Palmer: The First Time Ever I Saw Your Face Musikvideo auf vimeo.com, August 2012; abgerufen am 29. Juni 2019.